# Henry Carey
Henry Carey (h. 26 de agosto de 1687-5 de octubre de 1743) fue un poeta, dramaturgo y escritor de canciones inglés.
Se le recuerda por ser un satírico anti-Walpoleano y también como patriota. Varias de sus melodías se siguen cantando actualmente, y fue sobre todo alabado por la generación posterior a su muerte. Debido a que trabajó anónimamente, vendiendo sus propias composiciones a otros para que las hicieran pasar por propias, los estudios contemporáneos sólo pueden estar seguros de parte de su poesía, y gran parte de la música que escribió fue de carácter incidental para el teatro.
Sin embargo, con su propio nombre fue extremadamente prolífico, como escritor de canciones y baladista, y escribió las letras para casi todas estas canciones. Más aún compuso óperas y obras de teatro. Su vida ilustra el ejemplo de un autor profesional a principios del siglo XVIII. Sin herencia o título o una posición gubernamental, escribió para todo aquello que le pudiera reportar dinero, y aun así consiguió mantener su propio punto de vista, y apuntarse tantos significativos contra el ministro de la época. Más aún, fue una de las principales luminarias del nuevo movimiento "patriótico" en el teatro.
Sus obras más conocidas se llaman Namby Pamby y Chrononhotonthologos. Su obra ha sido acusada de trivial desde el comienzo. Tenía un gran talento con la melodía y el juego de palabras, y autores posteriores como Edward Lear, lo citarían como antecesor por sus trabalenguas y juegos de palabras, así como versos sin sentido.